# مارک بنیوف
مارک بنیوف (انگلیسی: Marc Benioff؛ زادهٔ ۲۵ سپتامبر ۱۹۶۴) کارآفرین، نویسنده، سرمایه‌دار و مدیر اجرایی اهل ایالات متحده آمریکا است، که مالک و مدیرعامل سِیْلزفورس.کام می‌باشد.